# Ryo Germain
Ryo Germain (ジャーメイン 良, Germain Ryo), né le 19 avril 1995, est un footballeur japonais.

## Biographie
Germain commence sa carrière professionnelle en 2017 avec le club du Vegalta Sendai, club de J1 League. Il dispute un total de 51 matchs en J1 League avec le club. Avec ce club, il atteint la finale de la Coupe du Japon 2018. En 2021, il est transféré au Yokohama FC.